# Хайнрих Франц фон Мансфелд
Хайнрих Франц I фон Мансфелд-Фонди (на немски: Heinrich Franz I. Graf von Mansfeld Fürst von Fondi; * 21 ноември 1640, Борнщет, Саксония-Анхалт; † 8 юни 1715, Виена) е граф на Мансфелд в Хелдрунген, имперски княз и княз на Фонди, австрийски дипломат, фелдмаршал и президент на дворцовия военен съвет (1701 – 1703).

## Биография
Той е вторият син на граф Бруно III фон Мансфелд-Фордерорт (1576 – 1644) и втората му съпруга графиня Мария Магдалена фон Тьоринг цу Зефелд (1616 – 1668), дъщеря на фрайхер Фердинанд I фон Тьоринг-Зеефелд (1583 – 1622) и графиня Рената цу Шварценберг (1589 – 1630/1639). По-големият му брат е Франц Максимилиан фон Мансфелд-Фордерорт (1639 – 1692), граф, главен дворцов майстер на императрицата, който е баща на Карл Франц граф фон Мансфелд-Фордерорт княз фон Фонди (1678 – 1717). По-голямата му полусестра Мария Франциска фон Мансфелд-Фордерорт († 1654) е омъжена на 17 януари 1627 г. във Виена за императорския оберщалмайстер Георг Ахац II фон Лозенщайнн-Гшвент (1597 – 1653) и е майка на Мария Катарина фон Лозенщайн († 1664/1691), която е майка на графиня Мария Франциска фон Ауершперг (1664 – 1739).
Като млад Хайнрих Франц влиза в имперската войска на Хабсбургите, получава служба в кралския двор. През 1675 г. той е полковник, шеф (собственик) на инфантери регимент Нр. 24. През 1677 г. е изпратен при херцог Карл от Лотарингия и представя Елеонора, сестрата на император Леополд I, при сватбената церемония. От 1680 до 1682 г. той е посланик във френския и от 1683 до 1690 г. в испанския двор. От 1684 до 1701 г. е главен дворцов маршал в императорския двор във Виена. През 1701 г. става президент на дворцовия военен съвет. Той е генерал през 1684 г. и фелдмаршал през 1689 г.
През 1690 г. Хайнрих Франц придужава пфалцграфиня Мария-Анна фон Пфалц-Нойбург като годеница на крал Карлос II в Испания. Кралят му дава Неаполитанското княжество Фонди, титлата испански гранде и ордена на Златното руно. Получената му титла имперски княз е призната през 1696 и 1709 г., официално известена през 1711 г. от император Йозеф I.
През 1697 г. Хайнрих Франц си построява дворец с градина във Виена, който след смъртта му е купен от фамилията Шварценберг, днес известен като палат Шварценберг.
Хайнрих Франц I фон Мансфелд-Фонди умира на 8 юни 1715 г. във Виена на 74 години след 53 годишна служба на империята.

## Фамилия
Първи брак: през 1679 г. с графиня Мария Луиза д' Аспремон-Нантевил (* 1652; † 23 октомври 1692, Мадрид), вдовица на херцог Карл IV от Лотарингия, граф фон Водемон (1604 – 1675), дъщеря на граф Карл II фон Аспремон-Нантевил господар на Сорци и втората му съпруга Мари Францоазе Маили дит де Куци. Те имат две дъщери:
- Мария Анна Елеонора фон Мансфелд-Фордерорт-Фонди (* 16 октомври 1680/1682; † 16 януари 1724), омъжена I. във Виена на 28 септември 1699 г. за вилд и Рейнграф Вилхелм Флорентин фон Залм (* 12 май 1670; † 5 юни 1707, Антверпен), II. на 14 май 1711 г. за граф Карл Колона фрайхер фон Велс († 20 септември 1713), III. на 17 май 1719 г. за граф Йохан Адам Зигфрид фон Ауершперг (* 15 септември 1676; † 28 октомври 1739)
- Мария Елеонора фон Мансфелд (* 16 октомври 1682; † 24 май 1747), омъжена на 31 май 1703 г. за братовчед си граф Карл Франц фон Мансфелд-Фордерорт, княз фон Фонди (* 2/13 ноември 1678; † 6/19 юли 1717)

Втори брак: на 16 ноември 1693 г. с графиня Мария Франциска фон Ауершперг (* 1664; † 5 септември 1739), дъщеря на княз Йохан Вайкхард фон Ауершперг херцог фон Мюнстерберг-Франкенщайн граф фон Тенген-Готшее-Велс (1615 – 1677) и графиня Мария Катарина фон Лозенщайн († 1664/1691). Тя е внучка на сестра му Мария Франциска фон Мансфелд-Фордерорт († 1654). Те нямат деца.